# 多布希納冰洞
多布希納冰洞是位於斯洛伐克城市多布希納的一座冰洞。自2000年開始，多布希納冰洞作為奧格泰萊克的喀斯特岩洞群的一部分被列入世界自然遺產。

## 外部連結
- Dobšinská Ice Cave at Slovakia.travel
- Dobšinská Ice Cave（页面存档备份，存于）
- Photos（页面存档备份，存于）

48°52′19″N 20°17′41″E / 48.87194°N 20.29472°E